# Savoie (Schiff, 1914)

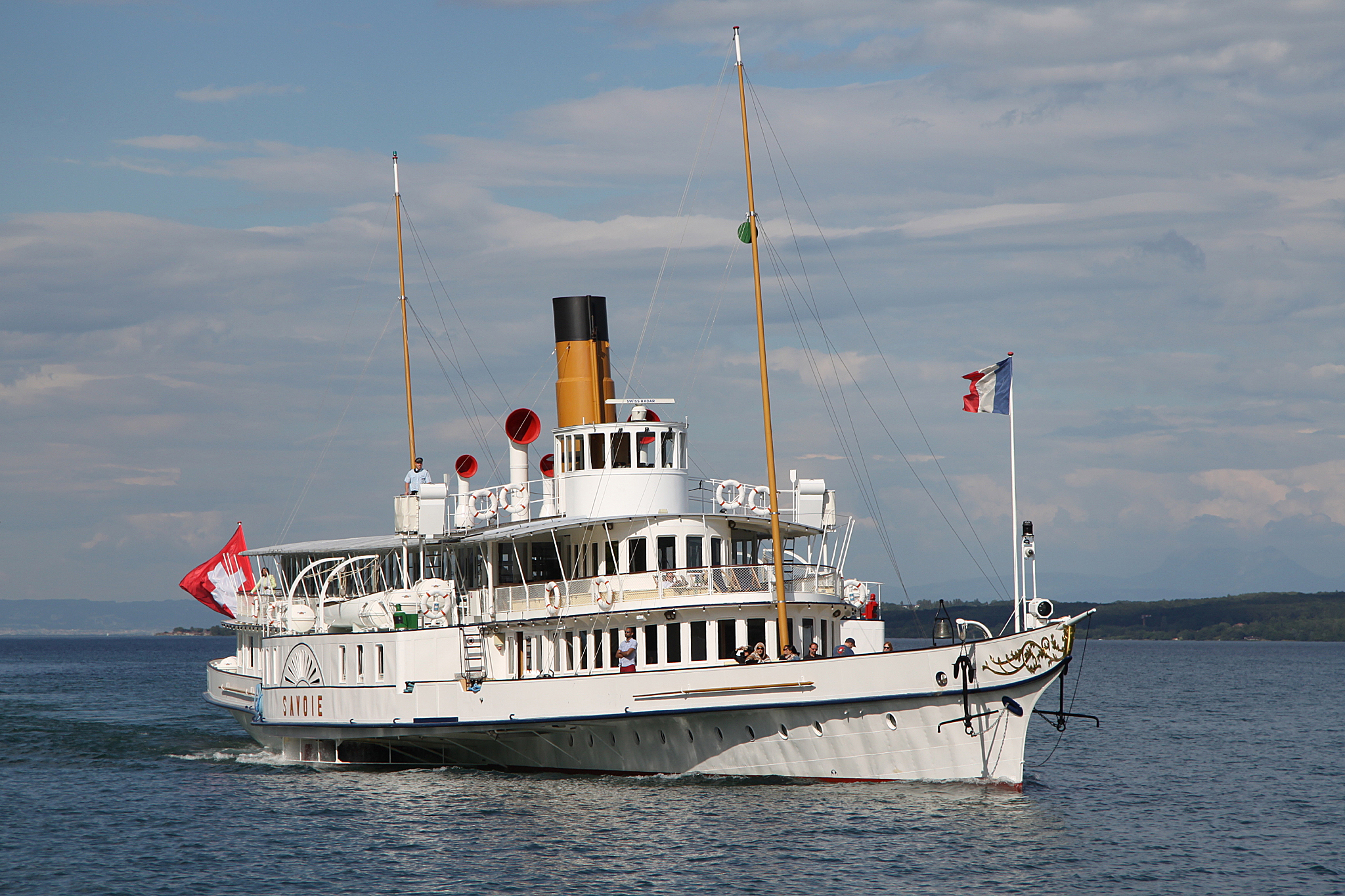
Savoie in Coppet, 2015

Die Savoie ist ein 1914 von den Gebrüdern Sulzer in Winterthur erbauter Schaufelraddampfer auf dem Genfersee. Der Schiffsname steht für die südlich an den Genfersee angrenzende, zu Frankreich gehörende Landschaft Savoyen. Das Schiff verfügt über sehr feine Intarsien im Salon der 1. Klasse. Mit einer Länge von 68 Metern und einer Breite von 14,3 Metern hat die Savoie aktuell ein Fassungsvermögen von 690 Personen. Das Schiff wurde in den Jahren 1966 und 1967 erstmals umfassend aufgearbeitet, dabei wurde die Kesselfeuerung von Kohle auf Öl umgestellt. Die Savoie gilt als erstes derart umfassend aufgearbeitetes Schiff auf dem Genfersee. Rund vierzig Jahre später wurde es in den Jahren 2004 bis 2006 erneut umfassend überholt.
Der Raddampfer ist einer der acht Schaufelraddampfer der Compagnie Générale de Navigation sur le Lac Léman (CGN), die im Jahre 2014 den Europa-Nostra-Preis der Europäischen Union für das Kulturerbe Europas für die exemplarische Erhaltung der Dampferflotte aus der Belle Époque erhalten hat. Diese acht Raddampfer prägen nach wie vor die Personenschifffahrt auf dem gesamten Genfersee massgeblich.

## Fussnoten
1. ↑  Broschüre der Association des Amis des Bateaux à Vapeur du Léman (ABVL), Ausgabe 2015, Seite der S/S Savoie
2. ↑  ge.ch, französischsprachiger Handelsregister des Kanton Genf, Schreibweise Compagnie Générale de Navigation sur le Lac Léman beim Eintrag von Michel Jeannet (Schiffsrestauration) Abgerufen am 29. November 2016
3. ↑  www.abvl.ch Communiqué de Press, Europa Nostra, Palmarès 2014 du Prix du patrimoine culturel de l’UE abgerufen am 16. November 2016
4. ↑  www.rts.ch, Radio Télévision Suisse (RTS), Les bateaux Belle Époque de la CGN sont classés, vom 17. Juni 2011 abgerufen am 16. November 2016